# Джордж Ґріффіс
Джордж Четвінд Ґріффіс-Джоунз (англ. George Chetwynd Griffiths-Jones; народився 20 серпня 1857 року в Плімуті — помер 4 червня 1906 року в Порт-Еріні, острів Мен) — англійський письменник-фантаст, журналіст, дослідник і мандрівник. Писав у пізню вікторіанську та едвардіанську епоху. Значно недооцінений сьогодні, він був одним із найвідоміших письменників свого часом поряд з Генрі Райдером Хаґґардом, Гербертом Веллсом та Артуром Конаном Дойлом. Хоча більшу частину своєї кар'єри  Ґріффіс перебував у тіні Герберта Веллса, протягом короткого періоду часу він був провідним автором наукової фантастики у своїй країні як за популярністю, так і за комерційним успіхом та мав великий вплив у Великій Британії. Водночас, він рідко з'являвся у пресі США через низку гучних антиамериканських висловлювань і соціалістичні погляди і це також вплинуло на обмеженість його популярності закордоном. Він брав активну участь у формуванні жанрів наукової фантастики, або, як тоді називали, наукового роману. Основні теми творчості Джорджа Ґріффіса – війни майбутнього, безсмертя, загублені світи, паралельні виміри та космічні польоти.
Ґріффіс виріс зі своїми батьками та старшим братом, навчався вдома та часто переїжджав у дитинстві через кар'єру свого батька як священика. Після смерті батька, коли Ґріффісу було 14 років, він ходив до школи трохи більше року, перш ніж покинути Англію та подорожувати світом, повернувшись у віці 19 років. Потім він десять років працював учителем, перш ніж почати писати. Після початкової невдачі, яка залишила Ґріффіса без засобів для забезпечення себе, він був найнятий К. Артуром Пірсоном у 1890 році. Ґріффіс зробив свій літературний прорив зі своїм дебютним романом «Янгол революції» (англ. «The Angel of the Revolution: A Tale of the Coming Terror», 1893), який був опублікований у «Пірсонз Віклі» перед публікацією у форматі книги. Він підписав ексклюзивний контракт з Pearson і продовжив його таким же успішним продовженням «Ольга Романова» (англ. «Olga Romanoff», 1894).
Ґріффіс був дуже активним письменником протягом 1890-х років, створюючи численні серіали та оповідання для різних публікацій Пірсона. Він також писав нехудожню літературу для Пірсона та їздив у різні подорожі. Серед них був рекламний трюк 1894 року, у якому він здійснив навколосвітню подорож за 65 днів, подорож 1895 року до Південної Америки, де він висвітлював різноманітні революційні рухи, що діяли там у той час, і подорож 1896 року до Південної Африки, у результаті якої Ґріффіст написав роман Британець чи бур? (1897), передбачаючи початок справжньої англо-бурської війни (1899–1902). У другій половині 1890-х кар’єра Ґріффіса пішла на спад, і Герберт Веллс випередив його як улюбленого письменника-фантаста як Пірсона, так і читаючої публіки. Його останнім успіхом став «Медовий місяць у космосі» (англ. «A Honeymoon in Space», 1901), і незабаром після цього він розлучився з Пірсоном. Через погіршення здоров’я, ймовірно, через алкоголізм, він продовжував плідно писати аж до своєї смерті у віці 48 років.
Гріффіс був успішним і впливовим письменником на піку своєї кар’єри, але з тих пір він забув. Ретроспективні оцінки показали, що його твори були своєчасними та передбачливими — зокрема щодо важливості повітряної війни — але не позачасовими, і його зазвичай вважають відносно бідним письменником, особливо в порівнянні з його головним суперником Веллсом. Він регулярно включав свої особисті погляди у свою художню літературу, і антиамериканські настрої, виражені таким чином, гарантували, що він ніколи не створив читацької аудиторії в Сполучених Штатах, оскільки видавці там не друкували його твори. Він був нерелігійним і в молодості палко виступав за секуляризм. У політичному плані Ґріффіс з самого початку був відвертим соціалістом, хоча вважається, що пізніше в житті він поступово перейшов у бік більш правих симпатій. У соціальному плані його описували як втілення вікторіанських ідеалів, включаючи соціальний консерватизм і стійкі пробританські погляди.

## Життєпис
Джордж Четвінд Ґріффіс-Джоунз народився в Плімуті 20 серпня 1857 року  Його батьками були полковник, який став священиком Джордж Альфред Джоунз та Жанетт Генрі Кепінстер Джоунз : 183  : 44 Сім'я, до якої також входив старший брат Ґріффіса, неодноразово переїжджала в дитинстві через кар'єру батька. : 104  : 44.  Вони переїхали з Плімута до Тринга в 1860 році, а потім до двох бідних парафій у районі Великого Манчестера : спочатку до Ештон-андер-Лайн у 1861 році, а потім до Мосслі, де його батько був призначений вікарієм у 1864 році  : 184  : 44 
Через фінансове становище сім'ї, Ґріффіс отримав домашнє навчання : 104 мати вчила його французької, а батько латинської та грецької. : 184 Він також присвятив багато часу дослідженню великої бібліотеки свого батька, яка була заповнена творами авторів, які пізніше вплинули на Ґріффіса в літературі, зокрема Вальтера Скотта та Жуля Верна. : 104  : 184 Після смерті батька в січні 1872 року він навчався в приватній школі в Саутпорті. : 184 Там незабаром стали очевидними межі його домашнього навчання, зокрема відсутність будь-яких математичних знань, але завдяки спільним зусиллям він став другим найкращим учнем у своєму класі. : 184  : 20 
Ґріффіс покинув школу через п’ятнадцять місяців через економічну потребу — його батько мав менше 300 фунтів стерлінгів на ім’я, і всі вони дісталися його дружині за відсутності заповіту — і пішов учнем на вітрильне судно у віці 15-ти років. : 184  : 20 Він залишив свій корабель у Мельбурні після одинадцяти тижнів у морі, вважаючи цей досвід дуже повчальним, але тілесні покарання особливо виснажливими. : 184–185 Потім він влаштувався на різні види роботи в Австралії — головним чином фізичною працею, але також ненадовго працював репетитором — перш ніж витратити свій заробіток на подорожі. : 104  : 67 Пізніше він стверджував, що обидва отримали пропозицію одружитися на полінезійській принцесі  : 104 і шість разів облетів навколо земної кулі; щодо останнього Сем Московіц каже, що «різноманітність місцевостей для його оповідань, як правило, підтверджує це твердження». : 79 Він повернувся до Англії у віці 19 років  : 104 

### Викладацька кар'єра
Ґріффіс почав працювати шкільним учителем у 1877 році, через шість місяців після свого повернення до Англії, викладаючи англійську мову в підготовчій школіWorthing College в Сассексі. : 185  : 67  : 302/397 У той час він не мав формальної кваліфікації і навчався вночі, щоб мати можливість давати уроки вдень. : 185  : 20–21  : 67  : 312 Він залишив Вортін, щоб навчатися в університеті в Німеччині, повернувшись через рік, щоб викладати в Брайтоні. : 185  : 21  : 67 Він продовжував вчитися ввечері, щоб отримати необхідні дипломи вчителя для кар’єри в галузі освіти. : 44  : 21 Він почав свою письменницьку кар’єру в Брайтоні, пишучи, зокрема, для місцевих газет. : 185  : 44  : 67 У 1883 році він влаштувався викладачем у гімназію Болтона, де опублікував свої перші дві книги: поетичні збірки «Вірші» (1883) і «Вмирання віри» (1884), обидві опубліковані під псевдонімом Лара. : 185  : 21  : 302/397 У Болтоні він познайомився з Елізабет Браєрлі (1861–1933); вони одружилися в лютому 1887 року і зрештою народили двох синів і дочку. : 185  : 104 Того ж року він склав іспит до Коледжу прецепторів, таким чином завершивши свою формальну освіту вчителю, і негайно залишив цю роботу на користь письменницької кар’єри. : 45  : 104 Пізніше він описав свій час роботи вчителем як «десять років каторги». : 67 

### Письменницька кар'єра
Ґріффіс і Браєрлі переїхали до Лондона, і він почав працювати журналістом у газеті в 1888 році  : 185  : 104  : 302/397 Він швидко піднявся службовою кар’єрою, став редактором журналу, і зрештою став його власником. : 185 У той час Ґріффіс був дуже політично активним, виступаючи за соціалізм і секуляризм. : 45 Його політична активність призвела до того, що газета стала об’єктом позову за наклеп; Ґріффіс вирішив не наймати адвоката, а замість цього вирішив представляти себе сам, і в підсумку програв справу, що призвело до припинення діяльності газети. : 185  : 104 Таким чином, Гріффіт був безробітним, і, хоча він деякий час продовжував писати політичні та релігійні памфлети як фрілансер, цього було недостатньо, щоб забезпечити собі життя. : 45  : 21 
Ґріффіс зробив свій літературний прорив у 1893 році, створивши те, що тоді було відомо як науковий роман — захоплюючу пригодницьку історію, або «роман», у якій ключову роль відіграє передова наука, — який пізніше буде названий науковою фантастикою. : 104  : 312–313 жанр майбутньої війни був популярний після публікації повісті Джорджа Томкінза Чесні « Битва при Доркінгу» (1871), а конкуруючий журнал Black & White щойно мав великий успіх у цьому жанрі, випустивши серіальний роман «Велика війна» 1892-го року ((англ. «The Great War of 1892»), 1892)Філіпа Говарда Коломба. : 188 Пірсон хотів отримати вигоду з обох цих тенденцій; : 106 «Pearson's Weekly» з самого початку публікував оповідання, і коли співробітники обговорювали, хто з них міг би спробувати свої сили в серіалі про війну майбутнього, Ґріффіт зголосився. : 187–188 Наступного дня він приніс конспект і отримав завдання; синопсис був опублікований у Pearson's Weekly 14 січня 1893 року, ще до написання самої історії. : 188 У випуску наступного тижня вийшла перша з 39 щотижневих частин роману Ґріффіса «Янгол революції». : 22  : 54 Ім'я автора не було розкрито до останнього випуску 14 жовтня 1893 року  : 191–192 Серіал отримав позитивні відгуки, і кількість проданих номерів журналу різко зросла. : 22 Перший син Гріффіта народився під час серіалізації 13 червня 1893 року і був названий Аланом Арнольдом Ґріффісом на честь двох персонажів «Ангела революції». : 192  : 256 
Лондонська видавнича компанія «Тауер паблішин компані» (англ. «Tower Publishing Company») швидко забезпечила права на книгу «Янгол революції», опублікувавши скорочене видання у твердій палітурці в жовтні 1893 року  : 192  : 303 Книжкова версія також мала успіх, отримавши схвальні відгуки та ставши бестселером ; вона була надрукована щонайменше в одинадцяти виданнях, а рецензія в «Пелікані» оголосила Ґріффіса «другим Жулем Верном». : 192  : 106  : 23–24 Пірсон відповів, підписавши ексклюзивний контракт з Ґріффісом і надавши йому секретаря для диктування. : 192  : 106  : 24 Однак «Янгол революції» не був опублікований у Сполучених Штатах ані книжковим, ані серійним форматом. : 106  : 20 Через антиамериканські настрої, виражені у творі Ґріффіса, в оповіданні Конституція Сполучених Штатів фізично знищена, і стверджується, що «було небагато тих, хто в глибині душі не вірив, що Республіка — колосальний шахрай», бо Наприклад, американські видавці не хотіли мати нічого спільного з ним чи його історіями. : 182, 190 За життя Ґріффіса жодна з його книг не була опублікована в США, і тільки в 1902 році в американському журналі була опублікована його перша і єдина серія.   : 214  : 20 

#### Середина 1890-х років
Успіх «Янгола революції» швидко призвів до анонсу продовження «Небесної сирени» у випуску Pearson's Weekly 23 грудня 1893 року. : 192–193  : 47 Він був виданий у 32 частинах з 30 грудня 1893 року по 4 серпня 1894 року  : 54 і опубліковано у твердій палітурці видавництвом Tower у листопаді 1894 року під назвою Olga Romanoff. : 197 Історія стала ще одним бестселером, хоча й не досягла висот, досягнутих її попередницею. : 198  : 79 Він також отримав схвалення критиків  : 24 з рецензентом The Birmingham Chronicle, який оголосив Ґріффіса «англійським Жулем Верном». : 198  : 19 Паралельно з серіалізацією «Небесної сирени» Ґріффіс виконав рекламний трюк від імені Пірсона, подорожуючи навколо світу за якомога коротший час, наслідуючи вигадану подорож Верна «Навколо світу за вісімдесят днів» (1872). : 195–196  : 106 Пірсонз Віклі опублікував кругосвітню подорож Елізабет Бісленд 14 листопада 1889 – 30 січня 1890 під назвою «Навколо світу за 76 днів», починаючи з самого першого номеру журналу 26 липня 1890 року і закінчуючи 25 жовтня, і Пірсон вважав, що Ґріффіс ідеальний кандидат для того, щоб перевершити це досягнення, враховуючи його досвід подорожей. : 195  : 106  Ґріффіс здійснив подвиг за 65 днів, починаючи з 12 березня 1894 року і закінчуючи 16 травня. : 196 Розповідь про його подорож була розказана в Pearson's Weekly в 14 частинах між 2 червня і 1 вересня 1894 року під назвою «Як я побив світовий рекорд». : 196  Приблизно в цей час він юридично змінив своє ім'я на Джордж Ґріффіс.
Пірсон доручив Ґріффісу написати новий серіал про війну майбутнього, щоб збільшити продажі журналу Шот сторіз, який він придбав у середині 1893 року. : 196–197  : 48  : 106 Ним став Злочинці повітря ((англ. «The Outlaws of the Air»)), серіалізований між 8 вересня 1894 і 23 березня 1895. : 106  : 304 Це був цикл оповідань Ґріффіса, опублікований Тауером до того, як компанія згорнулася; Хоча тверда обкладинка, випущена в червні 1895 року, добре продавалася, він, ймовірно, ніколи не отримував за неї гроші. : 200 Історія здебільшого повторювала основні моменти «Янгола революції» в меншому масштабі, і хоча відгуки були хороші, вона була значною мірою затьмарена виходом Ольги Романової .. : 197, 200  : 48  : 106 Наступним романом Гріффіса було фентезі «Багатонароджений Валдар» (англ. «Valdar the Oft-Born»), випущене 2 лютого – 24 серпня 1895 року в Pearson's Weekly та опубліковане у форматі книги К. Пірсон Лтд (англ. «C. Arthur Pearson Ltd») того ж року. : 198–200  : 106 Це розповідь про безсмертного, навмисна імітація Едвіна Лестера Арнольда «Чудові пригоди Фри Фінікійця» (англ. «The Wonderful Adventures of Phra the Phoenician»; 1890) — така імітація була поширеною в літературі того часу. : 198–200  : 49–50  : 106 Публіка сприйняла його досить добре, хоча й не так тепло, як фінікієць Фра. : 106 
У лютому 1895 року Ґріффіс відправився до Перу за призначенням  : 200 Великі частини південноамериканського континенту переживали в той час політичні потрясіння , і Ґріффіс різко критикував різні революційні фракції, розглядаючи їх як гнобителів, які прагнуть. : 201 Це було опубліковано в Pearson's Weekly у серії з трьох статей під назвою «Вибори кулею», починаючи з 7 вересня 1895 року, після повернення Ґріффіса до Англії. : 201 Під час своєї подорожі Ґріффіс також продовжував писати художню літературу, відправляючи свої твори до Англії на човні. : 200 Таким чином, шість оповідань було опубліковано під його псевдонімом Левін Карнак у Pearson's Weekly у квітні та травні 1895 року  : 200 Пізніше Ґріффіс стверджував, що знайшов джерело річки Амазонка; : 1058 Московіц припускає, що це могло статися під час цього призначення. : 213 Час у Перу також надихнув його на написання «Золотої зірки», над якою він почав працювати під час зворотньої подорожі. : 201  : 107 Історія — це фентезі, в якій головний герой, принцеса інків, і її брат потрапляють у призупинену анімацію suspended animation перед іспанським завоюванням у надії одного дня відновити своє панування. : 201  : 107 З 7 вересня по 21 грудня 1895 року вона була опублікована в «Оповіданнях», але не була опублікована як книга, доки Ґріффіс не знайшов нового видавця на заміну неіснуючої Tower Publishing Company — Пірсон припинив публікувати свої твори у форматі книжок. : 201, 205 Це мав бути F. V. White, з якою його познайомив Вільяма Ле К'є— автор книги «Велика війна в Англії 1897 року» англ. «The Great War in England in 1897», 1894), якому Ґріффіс раніше рекомендував Тауера як видавця. : 193, 200, 205 Оповідання було опубліковано у форматі книги під назвою «Роман про Золоту Зірку» (англ. «The Romance of Golden Star, трансліт. ») в червні 1897 року; Пізніше Вайт опублікував більшість книг Ґріффіса. : 205 
У цей час Пірсон розширював свій бізнес. : 202–203 9 жовтня 1895 року він запустив новий повністю серійний журнал під назвою «Пірсонів оповідач» (англ. «Pearson's Story Teller»), для якого Ґріффіс написав історичну пригодницьку історію «Лицарі Білої Троянди» (англ. «The Knights of the White Rose»). : 202 Пірсон виявив нові таланти, такі як Луїc Трейсі, і залучив відомих до своїх підприємств, а також запустив щомісячне періодичне видання Pearson's Magazine Pearson's Magazine i у січні 1896 року, задумане як престижний конкурент The Strand Magazine. : 202–203  : 50 Вважаючи, що серіали Ґріффіса погано підходять для нового журналу, Пірсон доручив йому писати допоміжні матеріали для видання. : 203–204  : 50 Серед них була стаття 1896 року під назвою «Могила честі нації», яка різко критикувала участь США в будівництві Панамського каналу та доктрини Монро загалом, а також оповідання «Геній на рік», опубліковане під його підписом. псевдонім Левін Карнак у червні 1896 р. : 203–204 Герберт Веллс, чия «Машина часу» (1895) мала великий успіх, написав « У безодні » для серпневого випуску Pearson's Magazine за 1896 рік і швидко замінив Ґріффіса як улюбленого письменника-фантаста Пірсона. : 204  : 107  У другій половині 1890-х Веллс також витіснив Ґріффіса як письменник-бестселер наукової фантастики та найбільш визнаний публікою. : 182  : 106–107  : 313 Пірсон продовжував публікувати «Війну світів» Веллса в журналі Pearson's Magazine у квітні-грудні 1897 року та «Людину-невидимку» в Pearson's Weekly 12 червня – 7 серпня 1897 року, а також у розширеному форматі книги у вересні 1897 року; Величезний успіх першого означав, що Уеллс міг працювати на кого завгодно і називати свою ціну, і після цього він лише спорадично писав для Пірсона. : 206–208  : 107 
У 1896 році Ґріффіс вирушив у іншу подорож для Пірсона, цього разу до Південної Африки. : 204  : 25 Його попросили оцінити політичну ситуацію та написати про можливий розвиток подій у майбутньому, і йому дали повну можливість подорожувати регіоном з цією метою. : 204 Таким чином Ґріффіс відвідав британські колонії Капську та Натал, британський протекторат Бечуаналенд, бурські республіки Трансвааль та Помаранчеву вільну державу та португальський Мозамбік. : 204 Він взяв інтерв'ю, зокрема, у президента Трансваалю Пола Крюгера, і дійшов висновку, що на горизонті була війна між англійцями та бурами. : 204 Він написав британець чи бур? про таку війну на основі його досліджень, і це було опубліковано в Pearson's Weekly, починаючи з 1 серпня 1896 року — за три роки до початку справжньої англо-бурської війни 11 жовтня 1899 року  : 204  : 50 Серія завершилася 9 січня 1897 року, і в лютому 1897 року вона стала першим з творів Ґріффіса, опублікованою у форматі книги Ф. В. Вайтом. : 204–205 Він добре продавався, у травні 1900 року було надруковано восьме видання  : 204–205 

## Спад у творчості
До кінця 1890-х років кар'єра Ґріффіса пішла на спад. : 212  : 51 Пірсон пообіцяв йому посаду редактора нової публікації з міжнародним кутом: «Паспорт», який буде випущено в 1897 році; журнал так і не вийшов у друк. : 107 Незважаючи на це, Ґріффіс продовжував плідно писати: його серія «Золотий магніт» з’явилася в «Оповіданнях», починаючи з 16 жовтня 1897 року, а оповідання «Велика комета Крелліна» (англ. «The Great Crellin Comet») з’явилося в спеціальному різдвяному випуску  «Pearson's Weekly» того ж року. : 209  : 50  : 107 Перший згодом був опублікований у форматі книги під назвою Золотошукач Ф. В. Вайтом у 1898 році, а другий був включений до збірки оповідань Ґріффіса «Азартні ігри з долею» (англ. «Gambles with Destiny»), опублікованої під прізвищем Вайт у 1899 році : 107  : 304–305 Він повернувся до майбутнього військового жанру з Великий піратський синдикат (англ. «The Great Pirate Syndicate»), який був опублікований в іншому журналі Пірсона, Pick-Me-Up, 19 лютого – 23 липня 1898 року  : 211 Це мало помірний комерційний успіх, і Ф. В. Вайт опублікував його у форматі книги в 1899 році. : 107 
Відчуваючи потребу в зміні темпу, Ґріффіс звернувся до написання історичних романів. : 212  : 51 Далі він написав «Діву Сонця» (англ. «The Virgin of the Sun»), вигадану, але не фантастичну розповідь про завоювання Перу Франциско Пісарро в 1530-х роках, натхненну його подорожжю Південною Америкою кілька років тому. : 212 Незвичайним є те, що Пірсон відмовився від серіалізації історії на користь публікації її безпосередньо у форматі книги у квітні 1898 року  : 212  : 51 Після цього Ґріффіс написав «Троянду Юди» (англ. «The Rose of Judah») про падіння Вавилона в 539 році до н. : 212 Він був опублікований у «Pearson's Weekly» 8 жовтня 1898 – 23 січня 1899 року та опублікований у форматі книги Pearson у 1899 році  : 212  : 103 Він також продовжував писати оповідання. : 51 Серед них були «Кут у блискавці» (рос. «A Corner in Lightning»), де людина намагається монополізувати новий широко поширений товар побутової електроенергії, опублікований у Pearson's Magazine у березні 1898 року; : 107  : 79–80 « Hellville, США », історія виправної колоніїв Арізоні, яка переростає в розпусту, опублікована в Pearson's Weekly 6 серпня 1898 року; : 211–212  : 51  : 107 і серія детективних оповідань, що з'являються в Pearson's Magazine. : 51 «A Corner in Lightning» і «Hellville, USA» були включені в Gambles with Destiny разом з «A Genius for a Year» і «The Great Crellin Comet» у 1899 році  : 107  : 305 
До 1899 року Ґріффіс переїхав зі свого Кенсінгтонського дому в Лондоні до Літтлгемптона, щоб мати можливість займатися вітрильним спортом — його улюбленою розвагою. : 212 Того року він з’явився в британському «Хто є хто?»  : 213 і написав оповідання «Перетворення професора» (англ. «The Conversion of the Professor») і «Шукач душ» (англ. «The Searcher of Souls»), опубліковані в травневому номері журналу «Pearson's Magazine і різдвяному номері «Pearson's Weekly» відповідно. : 51  : 104  : 305 Обидві історії будуть включені в романи Ґріффіса наприкінці його життя: перша — у «Мумія та міс Нітокріс» (англ. «The Mummy and Miss Nitocris», 1906), а друга — у «Майферський чарівник» (англ. «A Mayfair Magician», 1905); Браян Стейблфорд коментує, що це був попередник концепції фіксованих романів, яка згодом стане звичайним явищем у науковій фантастиці. : 50–51 Як він робив багато разів раніше, Ґріффіс вирушив за кордон, цього разу до Австралії, і незвично за власний кошт, а не як частину завдання. : 213 Під час перебування там він уперше за кілька років написав науково-любовний роман: «Медовий місяць у космосі (англ. «A Honeymoon in Space», 1901). : 213  : 107 Оповідання зображує молодят, які подорожують Сонячною системою. : 107 Вперше для Ґріффіса вона була опублікована в елітному журналі Pearson's — хоча й у скороченій формі — у шести частинах під назвою «Історії інших світів», січень–липень  1900 року. : 213 Пірсон опублікував повну історію у форматі книги під оригінальною назвою Ґріффіса в 1901 році  : 213  : 103 Це був останній відвертий успіх у кар'єрі Ґріффіса. : 51–52  : 79 
На рубежі століть Ґріффіс і Пірсон розійшлися. : 213–214  : 51, 53  : 108 Останнім художнім твором Ґріффіса, опублікованим Пірсоном, був «Рейд Месника» (англ. «The Raid of Le Vengeur ») у «Pearson's Magazine» у лютому 1901 року, а його останньою документальною літературою було есе в »Pearson's Magazine» у листопаді 1902 року  : 214 Незважаючи на це, Ґріффіс продовжував плідно писати, хоча й не досяг особливого успіху. : 51, 53 У 1901 році він написав два романи, присвячені окультизму — тему, яку він раніше торкався в «Приреченій служниці» (англ. «The Destined Maid») 1898 року — «Двійник Денвера», в якому йдеться про гіпноз і духовну одержимість, і «Капітан Ізмаїл» (англ. «Captain Ishmael»), історія про безсмертного, в якій фігурує легендарна Мандрівка. Вічного жида, що введений до сюжету твору як побічний персонаж. : 214  : 107 Вони були опубліковані FV White у квітні та «Гатчінсоні» у жовтні відповідно; жоден не був серіалізований. : 214 Надприродні та інші вигадливі елементи також з’явилися в кількох оповіданнях у пізніші роки кар’єри Ґріффіса: «Втрачений еліксир»  (англ. «The Lost Elixir») про мумію нежиті, опубліковане в Пол Молл мегезіну жовтні 1903 року, та « Від полюса до полюса » про тунель, що з'єднує полюси Землі, опублікований у Віндзор мегезін у жовтні 1904 р  : 107 Обидва були включені до збірки оповідань Ґріффіса «The Raid of Le Vengeur and Other Stories», редагованої Московіцем і опублікованої в 1974 році  : 107  : 310 

## Останні роки
Сутінкові роки кар'єри Ґріффіса ознаменувалися поверненням до майбутнього жанру війни, велика кількість таких історій була створена до кінця його життя. : 214  : 107–108  : 25 «Озеро золота» (англ. «The Lake of Gold»), де відкриття титульного резервуара призводить до того, що американський синдикат завойовує Європу, стало єдиною роботою Ґріффіса, опублікованою в американському журналі , коли вона з’явилася в Аргосі восьми частинах між груднем 1902 та липень 1903, і був опублікований у форматі книги Вайтом у 1903. : 214  : 307 Книга «Володарі світу» (англ. «The World Masters»), де США подібним чином встановлюють домінування за допомогою того, що Енциклопедія наукової фантастики описує як промінь дезінтегратора, була опублікована John Long Ltd John Long Ltd у 1903 році. : 214–215  : 103 «Викрадений підводний човен» (англ. «The Stolen Submarine») про російсько-японську війну, що тривала на той час, була опублікована Вайтом у 1904 році  : 53  : 308 У 1904 році Джон Лонг також опублікував «Злочинний Крез» (англ. «A Criminal Croesus»), де війна за об'єднання Південної Америки фінансується втраченою расою, що живе під землею. : 53 
Стан здоров'я Ґріффіса погіршувався. : 53  : 25 Оскільки його фінансове становище також погіршилося внаслідок зменшення продажів книг після 1904 року, він переїхав із сім’єю до Порт-Еріна на острові Мен, де вартість життя була нижчою. : 215  : 25 Він продовжував писати, незважаючи на погіршення свого стану. : 215–216  : 25 Таким чином, коли Вайт у травні 1906 року опублікував «Великий синдикат погоди» (англ. «The Great Weather Syndicate»), де контроль погоди є зброєю — Ґріффіс був майже прикутий до ліжка. : 215 Останнім романом Ґріффіса був «Володар праці» (англ. «The Lord of Labour»), який він продиктував на смертному одрі всупереч пораді лікаря. : 215  : 108  : 25 Історія стосується війни між Великою Британією та Німеччиною, озброєними відповідно гвинтівками, що стріляють вибуховими гранулами радію та променем, який робить метали крихкими. : 215–216  : 53–54  : 108 Вона була опублікована Вайтом лише через п’ять років після його смерті 11 лютого 1911 року, остання з кількох посмертних робіт Гріффіта. : 215–216  : 54 
Ґріффіс помер у своєму будинку в Порт-Еріні 4 червня 1906 року у віці 48 років  : 25 У свідоцтві про смерть причиною його смерті був цироз печінки. : 216 Московіц зазначає, що малярія (якою Ґріффіс заразився в Гонконзі, і яка, як пише Пітер Берресфорд Елліс, принаймні сприяла погіршенню стану Ґріффіса) може мати схожу клінічну картину, але тим не менше робить висновок — головним чином із самоопису Ґріффіса як «залитого водою покинутого» — що його рання смерть, швидше за все, була наслідком алкоголізму. : 216  : 25 Як підтверджуючий доказ, Московіц наводить дедалі більшу популярність алкоголю в пізніших роботах Ґріффіса та появу чогось схожого на «анонімних алкоголіків» в одній із його книг. : 216 Стейблфорд, який подібним чином приходить до висновку, що Ґріффіс, ймовірно, почав надмірно вживати алкоголь не пізніше середини 1890-х років, додатково вказує на те, що він описує як «начебто алкогольну рису балакучої плавності його пізніх творів». : 49 

## Місце в історії наукової фантастики
Свого часу Ґріффіс був успішним і впливовим у своїй країні. Після публікації «Янгола революції» в 1893 році він був найпопулярнішим письменником-фантастом в Англії до появи «Машини часу» Герберта Веллса в 1895 році, і найбільш продаваним письменником до появи «Війни світів» Веллса. виданий у форматі книги в 1898 році  : 182  : 19  : 39 Еверетт Ф. Блайлер у довідковій праці 1990 року Наукова фантастика: ранні рокикоментує, що Ґріффіса можна вважати першим професійним англомовним автором наукової фантастики. : 302 Енциклопедія наукової фантастики та інший відомий критик-фантастикознавець Дон Д'Аммасса приписують йому, зокрема, формування майбутньої війни жанру Майбутніх війн, який розвивається, зокрема, більше залучаючи до політичних аспектів  : 168  : 165 і Darren Harris-Fain так само пише, що він відіграв ключову роль у розвитку жанру наукового роману. : 104 Більш скромно Браян Стейблфорд пише, що Ґріффіс зробив внесок у створення нової літературної ніші та заклав основу для більш витончених представників ремесла, але робить висновок, що ймовірно, хтось інший зіграв би цю роль, якби Ґріффіс не зробив цього. : 54 Стосовно конкретних авторів, на яких вплинув Ґріффіс, Пітер Берресфорд Елліс перелічує кількох, зокрема Метью П. Шиля та Фреда Т. Джейна  : 19 а Сем Московіц стверджує, що Джордж дю Мор’є черпав пряме натхнення з послідовності «Янгола революції» для своїх книг Трілбі (1895) і («Марсіанин», 1898). : 208–209 Історичний словник наукової фантастики приписує Ґріффісу перше відоме використання кількох термінів, зокрема «промінь смерті», «рідний світ» і «дослідник космосу». Незважаючи на все це, Ґріффіс і його твори тепер пішли в невідомість, що кілька сучасних письменників відзначили як дивне. : 182–183  : 54  : 19 Поширене пояснення полягає в тому, що його роботи були своєчасними, але не позачасовими; Московіц пише, що «він не зберігся, тому що його літературна творчість була здебільшого відображенням, а не формуванням почуттів того періоду. Він танцював у такт найближчого барабанщика». : 19–20  : 313  : 47  : 379 Нездатність Ґріффіса закріпитися в США також вважається фактором, що сприяв цьому. : 19–20 

## Літературна майстерність
Пізніші оцінки майстерності Ґріффіса як письменника часто виявляли її брак. Блайлер резюмує Ґріффіса як «історично важливого, але поганого письменника технічно»; : 302 Гарріс-Фейн описує свої головні недоліки як «ненатхненний, якщо не кліше, стиль, погані характеристики, слабкі ідеї та повторення». : 108 Стейблфорд називає Ґріффіс а «досить невмілим» і вважає, що йому бракує оригінальності, зазначаючи, що він часто прямо називав джерела свого натхнення; : 45, 54 Енциклопедія наукової фантастики подібним чином описує його як запозичення тем «більш помітно з попередніх текстів, ніж це було прийнято тоді». Багато хто відзначає очевидний пріоритет кількості над якістю, особливо в останні роки його кар'єри  : 54  : 108  : 167 і його ранні роботи зазвичай вважаються значно кращими за його пізніші, : 107 деякі критики, такі як Стейблфорд та Дарко Сувін, вважають, що він досяг свого піку ще у своїх дебютних романах із серії «Янгол революції». : 48–49  : 303/398 Стейблфорд коментує, що другий роман Ґріффіса «Ольга Романова» не залишив місця для подальшої ескалації масштабу, і що пом’якшення екстравагантності пізніших творів позбавило його розповідей їх початкової яскравості. : 48 Формат серіалу також був відмічений як шкідливий для якості кількох його робіт: вони були написані частина за частиною, щоб дотриматися стислих термінів і створити круті моменти, що призвело до нерівномірного темпу, поганої структури та незадовільної роздільної здатності. : 195, 197  : 48–49 Крім того, Стейблфорд визначає очевидний алкоголізм Ґріффіс а як ймовірну причину зниження якості з часом. : 49 
Серед сильних сторін Ґріффіса часто називають певне передбачливість. : 182–183  : 19–20, 22–23  : 168 Джон Маккнаб пише, що «Ґріффіс усвідомлював можливості науки, а його технологічні описи ґрунтувалися на сучасній дискусії». : 312 Він відомий тим, що передбачив технології, які ще не були винайдені; серед них літальні апарати важчі за повітря, радари, гідролокатори та ракети «повітря-поверхня». : 19, 22–23  : 221 Йому також приписують передбачення розвитку війни, зокрема майбутню важливість повітряної війни  : 182–183  : 19, 22–23 але також і з точки зору військової тактики, включаючи використання отруйного газу. : 104–106  : 168 Вважається, що він правильно передбачив початок англо-бурської війни  : 50  : 23, 25 , хоча Московіц коментує, що для цього не потрібна особлива передбачливість. : 204–205 Елліс пише, що незважаючи на те, що неодноразовий мотив Ґріффіса про війну між Британією та США так і не здійснився, згодом виявилося, що обидві країни насправді планували такий випадок аж до початку Другої світової війни. : 20, 22–23 Крім того, Московіц вважає, що Ґріффіс демонструє «прекрасну уяву, достатньо хороший хист до описування персонажів і чудове відчуття темпу оповідача», водночас визнаючи, що йому бракувало «літературної майстерності»; : 79 Маккнаб так само вважає, що «те, чого не вистачало Ґріффісу в літературному стилі, він компенсував образним і насиченим оповіданням», порівнюючи його в цьому відношенні з Едгаром Райсом Берроузом. : 313 І Московіц, і Елліс схвалюють Ґріффіса за те, що він зобразив жінок рівними чоловікам, зазначивши, що в цьому він випередив своїх сучасників; : 195  : 24 Барбара Арнетт Мелкіорі, навпаки, вважає, що Ґріффіс зображує жінок лише приватною власністю чоловіків. : 139 

## Ґріффіс та Герберт Веллс
За життя Ґріффіса його твори часто порівнювали з роботами Герберта Веллса — на жаль Веллса, який вважав себе автором літератури вищого класу, ніж Ґріффіс. : 313  : 39  : 12 Веллс рецензував «Злочинці у повітрі» (англ. «The Outlaws of the Air», 1895)' Ґріффіса в «Сетедей рев'ю» (англ. «Saturday Review») у 1895 році, знайшовши його прийнятним, але не виправдовуючи свій потенціал. : 11 Веллс швидко обігнав Ґріффіса за репутацією, і Енциклопедія наукової фантастики пише, що Ґріффіс марно намагався заслужити похвалу критиків, висвітлюючи різні літературні теми, щоб вийти з тіні Веллса.
Порівняння продовжували проводитися ще довго після смерті обох чоловіків. Відомо, що Веллс читав твори Ґріффіса, і вчені-літературознавці вважають, що вони створювалися під впливом Ґріффіса. : 182, 208  : 106  : 19, 24  : 10–11 Дослідники Веллса, навпаки, зазвичай не вважають, що Ґріффіс мав важливий вплив. : 10–11 «Війна у повітрі» Веллса (1908) містить уривок, який описує «Повітряних розбійників» Ґріффіса як «класику авіації»; Біограф Ґріффіса Московіц сприймає це як доказ того, що Веллс професійно поважав Ґріффіса, тоді як Гаррі Вуд у журналі «Веллсіанець: журнал Товариства Герберта Веллса» натомість інтерпретує очевидну похвалу як зловмисну. : 182  : 12–13 Вуд стверджує, що хоча обидва були сучасниками хронологічно, цей термін можна вважати невідповідним з огляду на їхні ідеологічні відмінності, коли Ґріффіс втілює вікторіанські ідеали, а Веллс — едвардіанські. : 10 Вуд каже: «Там, де Веллс критично проаналізував сьогодення та запропонував проникливе розуміння майбутнього, Ґріффіса відзначав сьогодення як славну спадщину уречевленого вікторіанського минулого». : 23 Вуд, тим не менш, виявляє кілька подібностей у їхніх творах, зокрема зосередженість на фантастичній аеронавтиці з опорою на сучасну науку та використання художньої літератури як засобу для соціальних коментарів. : 14, 18 Стівен Моллмен у статті для «Дослідження наукової фантастики» за 2015 рік, де порівнюється «Янгол революції » та «Війна в повітрі», характеризує обидві книги як приклади того, що він називає «революційною науковою фантастикою», де технологічна революція (тут у формі дирижаблів) приносить про політичну революцію. : 20, 23 
Веллс зазвичай вважається найкращим письменником. : 54  : 106, 108  : 313  : 302  : 167 Гарріс-Фейн стверджує, що хоча обидва письменники мали «творчі ідеї та захоплюючі історії», лише Веллс зміг включити «серйозні теми та філософські міркування». : 108 І Вуд, і Моллман зауважують, що Веллс точніше передбачив майбутнє війни, ніж Ґріффіс; Вуд зосереджується на Веллсі, який зображує повітряну війну як недостатню для збереження контролю на землі, і проводить порівняння зі стратегічними бомбардуваннями під час Другої світової війни, тоді як Моллманн зосереджується на Веллсі, зображуючи технологічні розробки, прийняті всіма воюючими сторонами приблизно одночасно, що призводить до більшої кількості руйнівну війну, але не для тих, хто має вирішальну технологічну перевагу, і порівнює її з Першою світовою війною. : 16–17  : 26, 31–32 

## Релігійні
Ґріффіс був нерелігійним  : 214 а в молодості він писав для вільнодумного журналу «Світський огляд» (англ. «Secular Review»). : 44  : 79 Стейблфорд коментує, що Ґріффіс був вільнодумцем, батько якого був священнослужителем, як і багато інших авторів наукових романів. : 44–45 У молодості він палко виступав за секуляризм; Стейблфорд пише, що він, очевидно, змінив свою думку з цього приводу пізніше у своєму житті, коли він написав серіал «Ти не будеш…» для релігійної аудиторії в «Санді Рідер» (англ. «The Sunday Reader») Пірсона в 1899 році  : 45, 51  : 42 Московіц далі пише, що Ґріффіс, схоже, зацікавився окультизмом у пізніші роки свого життя. : 214 

## Політичні
На початку своєї кар'єри Ґріффіс був відвертим соціалістом. : 45 Він включив свої політичні погляди у свою художню літературу  : 106  : 166 і багато написано про те, що можна почерпнути з його творів про його точки зору. Мелькіорі пише, що в його дебютному романі «Янгол революції» є ряд невідповідностей, які вказують на те, що Ґріффіс «аж ніяк не повністю засвоїв доктрину, яку він проповідував». : 132 Зокрема, Мелькіорі підкреслює бачення Ґріффіса про скасування приватної власності як незавершене, припускаючи, що ця концепція була настільки глибоко вкорінена в його світогляді, що він не міг правильно уявити її відсутність. : 141–142 Блайлер подібним чином описує роботи Ґріффіса як такі, що характеризуються «подвійним ставленням до різних соціальних рухів того часу». : 302 Стейблфорд пише, що роботи Ґріффіса виявляють послідовний зсув до дедалі більш правих симпатій, коли анархісти зображуються позитивно поряд із соціалістами в його найраніших оповіданнях, але швидко відкидаються згодом, а соціалісти, у свою чергу, витісняються капіталістами в пізніших творах. : 49 

## Соціальні
Щодо соціальних поглядів Ґріффіса, Стейблфорд протиставляє погляди Ґріффіса на економіку, які поступово змінювалися, зауваживши, що він з самого початку послідовно зображував аристократів позитивно. : 49 Вуд пише, що «фантастика Ґріффіса прославляє соціальний консерватизм і британське глобальне панування, проповідуючи збереження цього статус-кво». : 18 Макнабб виділяє теми соціального дарвінізму, євгеніки та прямої расової війни, коментуючи, що існує помітна відсутність антисемітизму, який часто супроводжує такі історії. Він пише, що твори Ґріффіса зміцнили поширені на той час переконання його читачів про їх власну вроджену перевагу. : 314–317 Мелькіорі так само говорить про погляди Ґріффіса на інтернаціоналізм, що «теоретично він приймає його, але на практиці він дуже сильно пробританський»  : 142 і Вуд коментує, що «ірландство могло існувати лише для Гріффіта, здається, як складова частина британства». : 20 Блейлер резюмує Ґріффіса як «ідеологічно втілення того, що було неправильним у британському вікторіанському світогляді ". : 302 

## Ґріффіс  про себе
Для видання «Хто є хто» він описав себе так: «Морський юнга; сезонний робітник; моряк; скотар; м'ясник; мандрівник світом; шкільний вчитель; журналіст та автор оповідань». Його розваги включали в себе: «Байдикування, подорожі та плавання під вітрилом».
quoted in Strange Horizons: The Spectrum of Science Fiction:

### Серії
Царські війни
- 1 Янгол революції (англ. «The Angel of the Revolution: A Tale of the Coming Terror», 1893, скорочене видання 1893)
- 2 Ольга Романова, або Небесна сирена (англ. «Olga Romanoff; or, The Syren of the Skies», 1894)

Медовий місяць у космосі
Вперше надруковано шістьма частинами з січня по червень 1900 року в Pearson's Magazine.
- 1 Візит на Місяць (1900)
- 2 Світ бога війни (1900, також як Світ богів війни )
- 3 Відблиск безгрішної зірки (1900)
- 4 Світ кришталевих міст (1900)
- 5 У царстві Сатурна (1900)
- 6 Додому (1900)
- Медовий Місяць у космосі (англ. «A Honeymoon in Space», 1901)., видання частин книги з 1-ї по 6-у в одному томі)

### Романи
- Злочинці у повітрі (англ. «The Outlaws of the Air», 1895)
- Вальдар Багатононароджений (англ. «Valdar the Oft-Born: A Saga of Seven Ages»,1895)
- Британець чи бур? Повість про боротьбу за Африку (англ. «	Briton or Boer? A Tale of the Fight for Afric», 1897)
- Лицарі білої троянди (англ. «The Knights of the White Rose», 1897)
- Роман про Золоту зірку (англ. «The Romance of Golden Star», 1897)
- Призначена служниця (англ. «The Destined Maid», 1898)
- Золотошукач (англ. «The Gold-Finder», 1898)
- Діва Сонця: Розповідь про завоювання Перу (англ. «The Virgin of the Sun: A Tale of the Conquest of Peru», 1898)
- Великий піратський синдикат  (англ. «The Great Pirate Syndicater», 1898)
- Троянда Юди  (англ. «The Rose of Judah», 1899)
- Брати ланцюга (англ. «Brothers of the Chain», 1900)
- Ти не будеш — (англ. «Thou Shalt Not—», 1900, як Стентон Моріх)
- Капітан Ізмаїл: Сага про південні моря  (англ. «Captain Ishmael», 1901)
- Двійник Денвера  (англ. «Denver's Double: A Story of Inverted Identity», 1901)
- Справедливість помсти (англ. «The Justice of Revenge», 1901)
- Місіонер (англ. «The Missionary», 1902)
- Біла відьма з Мейфера (англ. «The White Witch of Mayfair», 1902)
- Жінка проти світу (англ. «A Woman Against the World», 1903)
- Озеро золота: наратив англо-американського завоювання Європи (англ. «The Lake of Gold: A Narrative of the Anglo-American Conquest of Europe», 1903)
- Володарі світу (англ. «The World Masters», 1903)
- Злочинець Крез (англ. «A Criminal Croesus», 1904)
- Острівна історія кохання (англ. «An Island Love Story», 1904)
- Викрадений підводний човен: Розповідь про російсько-японську війну (англ. «The Stolen Submarine: A Tale of the Russo-Japanese War»,1904)
- Його прекрасна клієнтка (англ. «His Beautiful Client»,1905)
- Його краща половина (англ. «His Better Half», 1905)
- Мейфейрський чарівник: кримінальний роман (англ. «A Mayfair Magician», 1905)
- Завоювання долі  (англ. «A Conquest of Fortune», 1906)
- Великий синдикат погоди (англ. «The Great Weather Syndicate»,1906)
- Мумія та міс Нітокріс: Фантазія четвертого виміру (англ. «The Mummy and Miss Nitocris: A Phantasy of the Fourth Dimension», 1906, також як Мумія та дівчина: Фантазія четвертого виміру, 1930)
- Світова небезпека 1910 року  (англ. «	The World Peril of 1910», 1907)
- Джон Браун, «Пират»  (англ. «John Brown, Buccaneer», 1908)
- Священний череп  (англ. «The Sacred Skull», 1908)
- Володар праці  (англ. «The Lord of Labour», 1911)

### Збірки
- Азартні ігри з долею (англ. «Gambles with Destiny», 1899)
- Рейд "Le Vengeur" та інші історії (англ. «The Raid of "Le Vengeur" and Other Stories», 1974)
- Історії інших світів і медовий місяць у космосі (англ. «Stories of Other Worlds and A Honeymoon in Space», 2000)

### Твори короткої форми (вибірково)
- Падіння Берліна (1893)
- Вгору по гумовому дереву (1894)
- Справжня доля Летючого Голландця (1894)
- Героїня нетрів . Лондон, Тауер, (1894?).
- Золотий завод (1895)
- Фотографія невидимого (1896)
- Геній на рік (1896, також як Левін Карнак)
- Велика комета Крелліна (1897)
- Кут блискавки (1898)
- Хелвіль, США (1898)
- Перетворення професора: Розповідь про четвертий вимір (1899)
- Валети з діамантами, Being Tales of Mine and Veld (1899, також як The Diamond Dog, 1913)
- Чумний корабель «Тупіса» (1899)
- Рейд "Le Vengeur" (1901)
- Втрачений еліксир (1903)
- Від полюса до полюса: Розповідь про подорож через вісь Землі; Узято зі щоденників покійного професора Гефкіна та його племінниці, місіс Артура Принцепса (1904)

### Віршовані твори
Ґріффіс публікував свої вірші під псевдонімом Лара.
- Вірші загальні, світські та сатиричні (1883)
- Помираюча віра (1884)

### Публіцистика
- Навколо світу за 76 днів (1890, також як In Seven Stages: A Flying Trip Around the World, 1891)
- Як я побив рекорд навколо світу (1894, також як Навколо світу за 65 днів із Джорджем Ґріффісом: Історія справжнього Філеаса Фогга, 2010)
- Люди, які створили імперію (1897)
- У невідомій тюремній країні: Розповідь про каторжників і колоністів у Новій Каледонії (1901)
- З Чемберленом в Африці (1903)
- Sidelights on Convict Life (1903)

### Переклади
- Альфонс Доде : Надія сім’ї (переклад Сутьєна де Фаміля, 1898, як Левін Камак)